# 존 폰 노이만 이론상
존 폰 노이만 이론상 (John von Neumann Theory Prize)은 운용연구 및 경영과학 연구소 (INFORMS)에서 매년 운용과학 및 경영과학 이론 분야에서 근본적이고 지속적인 기여를 한 개인 (또는 그룹)에게 수여되는 상이다.
수학자인 존 폰 노이만의 이름을 딴 이 상은 하나의 업적이 아닌 일련의 업적에 대하여 수여된다. 이 상은 장기간의 시험을 통과한 공헌을 반영하기 위한 것이며, 수상기준에는 중요성, 혁신, 심도 및 과학적 우수성이 포함되어 있다.
상금은 미화 5천 달러이며, 메달과 표창장이 포함되어 있다.
이 상은 1975년부터 수여되었다.
유사한 명칭의 상으로, 전기전자공학자협회 (IEEE)에서 매년 "컴퓨터 관련 과학 및 기술 분야의 뛰어난 업적"에 수여하는 IEEE 존 폰 노이만 메달도 있다.

## 수상자 목록
| 년도 | 수상자 이름               |
| 1975 | 조지 댄치그               |
| 1976 | 리처드 벨만               |
| 1977 | 펠리스 폴라첵             |
| 1978 | 존 포브스 내시            |
| 1978 | 칼튼 E. 렘케              |
| 1979 | 데이비드 블랙웰           |
| 1980 | 데이비드 게일             |
| 1980 | 해롤드 W. 쿤              |
| 1980 | 앨버트 W. 터커            |
| 1981 | 로이드 섀플리             |
| 1982 | 에이브러햄 샤네스         |
| 1982 | 윌리엄 W. 쿠퍼            |
| 1982 | 리처드 J. 더핀            |
| 1983 | 허버트 스카프             |
| 1984 | 랄프 고모리               |
| 1985 | 잭 에드먼즈               |
| 1986 | 케네스 애로우             |
| 1987 | 사무엘 칼린               |
| 1988 | 허버트 A. 사이먼          |
| 1989 | 해리 마코위츠             |
| 1990 | 리처드 카프               |
| 1991 | 리처드 E. 발로우          |
| 1991 | 프랭크 프로샨             |
| 1992 | 앨런 J. 호프만            |
| 1992 | 필립 울프                 |
| 1993 | 로버트 허먼               |
| 1994 | 라조스 타카츠             |
| 1995 | 에곤 발라스               |
| 1996 | 피터 C. 피쉬번            |
| 1997 | 피터 휘틀                 |
| 1998 | 프레드 W. 글로버          |
| 1999 | R. 티렐 록카펠라          |
| 2000 | 엘리스 L. 존슨            |
| 2000 | 만프레드 W. 패드버그      |
| 2001 | 워드 위트                 |
| 2002 | 도널드 이글레하트         |
| 2002 | 사이러스 더먼             |
| 2003 | 아카디 네미로브스키       |
| 2003 | 마이클 J. 토드            |
| 2004 | J. 마이클 해리슨          |
| 2005 | 로버트 아우만             |
| 2006 | 마틴 그뢰첼               |
| 2006 | 로바스 라슬로             |
| 2006 | 알렉산더 슈라이버         |
| 2007 | 아서 F. 베이노            |
| 2008 | 프랭크 켈리               |
| 2009 | 유리 네스테로프           |
| 2009 | 예인위                    |
| 2010 | 쇠렌 아스무센             |
| 2010 | 피터 W. 글린              |
| 2011 | 제라르 코르누에졸스       |
| 2012 | 조지 넴하우저             |
| 2012 | 로렌스 울시               |
| 2013 | 미셸 발린스키             |
| 2014 | 니므롯 므깃도             |
| 2015 | 바섹 크바탈               |
| 2015 | 장 버나드 라세르          |
| 2016 | 마틴 레이먼               |
| 2016 | 루스 윌리엄스             |
| 2017 | 도널드 골드파브           |
| 2017 | 호르헤 노세달             |
| 2018 | 드미트리 베르체카스       |
| 2018 | 존 치치클리스             |
| 2019 | 디미트리스 베르치마스     |
| 2019 | 팡종시                    |
| 2020 | 아드리안 루이스           |
| 2021 | 알렉산더 샤피로           |
| 2022 | 비제이 바지라니           |
| 2023 | 크리스토스 파파디미트리우 |
| 2023 | 미할리스 야나카키스       |

## 같이 보기
- IEEE 존 폰 노이만 메달